# 847 (číslo)
Osm set čtyřicet sedm je přirozené číslo, které následuje po čísle osm set čtyřicet šest a předchází číslu osm set čtyřicet osm. Římskými číslicemi se zapisuje DCCCXLVII.

## Matematika
847 je:
- Deficientní číslo
- Šťastné číslo

## Astronomie
- (847) Agnia je planetka hlavního pásu, kterou objevil v roce 1915 Grigory Neujmin

## Roky
- 847
- 847 př. n. l.